# Tornyosnémeti
Tornyosnémeti község Borsod-Abaúj-Zemplén vármegyében, a Gönci járásban. Közúti határátkelőhely Szlovákia felé.

## Fekvése
Miskolctól északkeletre kb. 63 km-re, a Hernád völgyében fekszik. Közúti határátkelőhely Szlovákia felé. A Kassa–Hidasnémeti-vasútvonal mellett fekszik, de Tornyosnémeti megállóhely még az 1960-as években megszűnt. Hidasnémeti vasútállomása szűk fél kilométerre található a két település határától, de az állomást kiszolgáló 26 322-es út még tornyosnémeti területen ágazik ki a 3-as főútból.
Közigazgatásilag a falu legkorábban a vizsolyi ispánság része volt. A XIX. században a kassai járáshoz tartozott, az 1913-as helységnévtár szerint a járás kisközsége. Az 1920-as összeírás szerint már a gönci járás része.
1946. január 1-től Abaúj vármegye része, majd az 1950. március 16-án életbe léptetett közigazgatási területi reform értelmében Borsod-Abaúj-Zemplén megye része, illetve 1950. június 1-től (a gönci járás megszüntetését követően) az abaújszántói járás egyik települése lett, majd ennek megszűnése után, 1962. július elsejével átkerült az encsi járáshoz.
1966 szeptember 30-ától Hidasnémeti, Hernádszurdok, Tornyosnémeti községeket Hidasnémeti székhellyel községi közös tanácsba szervezték, melynek Tornyosnémeti társközsége lett.
1984. január 1-jével felszámolták az encsi járást, és településeit részben Encs, részben Miskolc város városkörnyéki községeivé nyilvánították. Így került Tornyosnémeti Encshez. 1994 és 2012 között az Abaúj-Hegyközi kistérség része volt. 2013-tól újra a gönci járáshoz tartozik.

### Környező települések
Észak felől Migléc (Szlovákia, 2 km) és Kenyhec (Szlovákia, 3 km), kelet felől Abaújvár, délkelet felől Zsujta (3 km), dél felől Gönc (7 km), délnyugat felől Hidasnémeti (3 km), északnyugat felől pedig Perény-Hím (Szlovákia).

## Története

### Ókor
Tornyosnémeti területe már az őskőkorszakban is lakott volt. Ezt bizonyítják az 1968-1969 fordulóján MÁV lefolyócsatorna ásása közben előkerült kőkorszaki eszközök, korongolt kerámiadarabok, valamint őskori öntőhely és várárok felszínre kerülése, valamint a 2009-ben a Hernád jobb partján folytatott terepbejárás, melynek során 10 leletet találtak, melyek a paleolitikum és neolitikum korszakából származhatnak.
2011-ben A Petőfi utca 18. szám alatt egy temetkezést tártak fel, mely a leletek alapján a középső neolitikum – bükki kultúra (kerámiatöredék) vagy a rézkor időszakára (töredékes rézkori csupor) datálható, de szórványosan előkerült töredékek miatt a terület újkőkori használata is felmerülhet. A halottat 170 cm mélyen egy gödörbe helyezték, K–Ny tájolással, zsugorított helyzetben, bal oldalára fektetve, karjai a test előtt kinyújtva, összekulcsolva helyezkedtek el. A csontváz egészén, de leginkább a koponya alatt, a bordáknál és a combcsontnál okkerfesték volt megfigyelhető. A terület bronzkori lakottságának egyértelmű nyoma az 1893. novemberében a falu mellett előkerült Tornyosnémeti kincs. Bronzkori település nyomaira utaló jelenségek a 2014-ben végzett próbafeltárás során is előkerültek.

### Középkor
Első írásos említése (1219) a Váradi regestrumban található, mikor is "A királynénak új-vármegyei jövevényei, vagyis németjei" panaszt emeltek két vezetőjük ellen "mondván, hogy népnyúzók és javaiknak tékozlói". A vizsgálat a panaszt jogosnak találta és 110 ezüst márkára becsülte a kárt. A két dékánt  Sibrét és Mihált tüzes vaspróbára ítélte. A falu képviselői megegyeztek a bűnösökkel és elengedték a büntetésüket, amennyiben családostól távol tartják magukat a falvaktól.
A királyné jövevényei alatt a vizsolyi ispánság 10 települését értették: Vizsoly, Egyházasvizsoly, Gönc, Perény, Vilmány, Hernádcéce, Felsődobsza, Hidasnémeti (Alnémet), Tornyosnémeti (Középnémet), Miglécnémeti (Felnémet). A német hospesek betelepítésétől, fejlett termelési kultúrájuk révén, a környék gazdasági fejlődését remélték, cserébe különböző kiváltságokat biztosítottak nekik.
A település tulajdonosairól először egy 1295-ben kelt oklevél tudósít. Ebből megtudható,hogy a XIII. század második felében a király Menne asszonynak adományozta a három Németi falut (Fulnempty, Kuzepnempty és Olnempty) összes haszonvételeikkel és tartozékaikkal együtt. Menne István király leányának, Máriának és fiának, Lászlónak volt a dajkája. 
Az 1295-ös oklevél kritikai vizsgálata és a tulajdont nyert család kutatása azonban kimutatta, hogy Felnémetit valójában Izabella királyné, adományozta 1278-ban szász Mihálynak és feleségének, IV. László dajkájának (Mychaeli saxoni filio Stephani et uxori sue, nutrici scilicet Ladizlai incliti regis Hungarie). Szintén 1278-ban adományozták Középnémetit György szekérnagynak, budai polgárnak a dajka fiának (magister Georgius maior plaustrorum suorum reginalium, civis Budensis). Ez azt is jelenti, hogy a dajka többi gyermekének nem volt birtokjoga Középnémetiben. Ez a későbbiekben több pernek is alapját képezte. A hamis oklevél keletkezésének is ez az oka. Készíttetője a dajka egyik leányági dédunokája, Margit (Drugeth nádor felesége) volt. Célja pedig az volt, hogy egy a szinai hospesekkel folytatott perében bizonyítani tudja, hogy a dajka volt a birtokszerző (nem pedig annak fia, György), így az ő Középnémeti birtokjoga megalapozott.
1329-ben Kuzepnemethy István, a dajka unokája tiltakozott az ellen, hogy testvére, Simon vétkeiért az ő tornyosnémeti birtokrészeit Perényi Orbán fia Istvánnak juttatták kártérítésként. 1331-ben azt foglalták okiratba, hogy István ugyan visszavásárolta Perényi Orbán fia Istvántól birtokrészét, de mivel saját vagyona ehhez nem volt elegendő, rokonának Felnémeti Miklós fia Györgynek elzálogosította Miglécnémetiben lévő birtokrészeit.
1389-ben Zsigmond utasította az egri káptalant, hogy Perényi Miklós pohárnokmestert és testvéreit, Jánost és Imrét iktassa be az Újvár megyei birtokaiba, köztük a Kuzepnempthy-i vámba új adomány címén.
1394-ben Zsigmond Szécsi Péter feleségétől, Peleskei Mikes leánya, Sárától csere útján megszerezte az Abaúj vármegyei Újvár és Németi birtokokat (cserébe a Vas vármegyei körmendi birtokokat adja), majd ezt követően egy újabb csere során az Abaúj megyei birtokokat továbbadta Perényi Péternek és nővérének, azok 8 Tolna vármegyei birtokáért.
1395-ben a Tornyosnémetiben (Kuzepnempthy-i) birtokos Felnempthy-i Péter fiai, Miklós és László emeltek panaszt Perényi Simon fia Péter ellen; állításuk szerint vámjaikat lefoglalta és erdeiket kivágatta. 1405-ben újabb illetéktelen vámszedésről tudósítanak az oklevelek Németi (Nempthy) településsel kapcsolatban. Többeket ért a vád, de felszólítás után csak Perenyi Imre és János fia Miklós tagadták meg a jogtalan vámszedés beszüntetését.
1403-ban Duracium-i László kísérletet tett a magyar trón megszerzésére, tervéhez számos magyarban nyert támogatóra, többek között Kezepnempty-i Péter fiait: Sandrinust, Lászlót és Miklóst is maga mellé tudta állítani. A trón elfoglalása nem sikerült, Zsigmond megfosztotta a Kezepnempty-i testvéreket tornyosnémeti és miglécnémeti (Kezepnempty és Kysnempty) birtokaiktól és azt a mellette kiálló Perényi Péter máramarosi ispánnak adta. Perényi ezzel egy időben szerezte meg György fia Jakab leányának: Erzsébetnek és férjének Zsujtai (Suhtha-i) Leukus fia Mihálynak tornyosnémeti és miglécnémeti (Kezepnempthy, Felsekysnemethy alio nomine Myglez) birtokait is, mivel ők is Zsigmond ellen léptek fel. Az 1427-es összeírásból kiderül, hogy ekkorra az eredeti birtokszerző család már egyáltalán nem rendelkezett tulajdonnal a településen, mert mind a 71 adózó portának Perényi Péter országbíró fia, János a földesura.

### Újkor
A Perényiek birtoklása sem volt zavartalan. 1430-ban a Perényi családon belül történtek birtokcserék, melyek érintették Tornyosnémetit is. Így került Perényi Péter fia Jánostól Perényi Imre fia Jánoshoz a település tulajdonjoga. 1488-ban Modrar Pál tartotta elfoglalva Középnémetit. 
1527-ben Perényi Péter hűtlensége miatt jószágvesztésre ítélték, de 3.000 aranyon visszaváltotta az adományostól, Macedóniai Pétertől birtokát.
1620-tól kezdve olykor Tornyosnémetiben tartotta közgyűlését Abaúj vármegye.
1715-ben az összeírás 11 jobbágycsaládot talált a településen, míg 1720-ban 8-at írtak össze.
Vályi András a következőképpen írja le a falut a XVIII. század végén: Hidas Németi, és Tornyos Németi. Két magyar falu Abaúj Várm. Hidas Németinek földes Urai Patay, és B. Mesko Uraságok, melly fekszik Perényhez közel, és annak filiája, Tornyos Németinek pedig Komáromi, és több Urak, fekszik ez Kenyherczhez nem meszsze, és annak filiája, lakosaik katolikusok, és többen reformátusok, határbéli földgyeik jó termékenységűek, réttyeik hasznosak, fájok nem igen elég, legelőjök jó van.
1772-ben a településen 26 jobbágy, 7 házas zsellér, 2 ház nélküli zsellér élt és gazdálkodott 18 jobbágytelken. A település legnagyobb birtokosai Báró Perényi Sándor, Tiszta János, Báró Perényi Imre voltak. Rajtuk kívül Demeczky Zsigmondné, Bajay János, Kormos István, Losonczy Lászlóné, Püspöky István, valamint Somogyi László rendelkeztek kisebb birtokokkal a településen (összesen 557 hold).
Tornyos-Némethi, magyar falu, Abauj vmegyében, az elébbeni helységtől északra 1 3/4 órányira, 382 rom. kath., 99 görög kath., 8 evang., 350 reform., 89 zsidó lak., kath. fil., reform. anyaszentegyház. F. u. Rudnyánszky, Krajnik, Komáromy nemzetségek.

## Közélete

### Polgármesterei
- 1990–1994: Tóth Bertalan (FKgP-KDNP)[29]
- 1994–1998: Tóth Bertalan (KDNP)[30]
- 1998–2002: Tóth Bertalan (KDNP)[31]
- 2002–2006: Bortnyák Nándor (független)[32]
- 2006–2010: Bortnyák Nándor (független)[33]
- 2010–2014: Bortnyák Nándor (független)[34]
- 2014–2019: Vasas Tibor (független)[35]
- 2019–2024: Vasas Tibor (független)[36]
- 2024– : Beluzsár Tamás (független)[1]

## Népesség
| Népességstatisztikai adatok |                     | |
| Év                          | Lakosság száma (fő) | Megjegyzés |
| 1869                        | 775                 | 134 lakóház |
| 1880                        | 892                 | 1882-ben a faluban 134 lakóházat írtak össze. |
| 1890                        | 842                 | A lakott házak száma 128. |
| 1900                        | 932                 | A falu lakói közül 3 fő külföldi állampolgár, a külföldön távollévők száma 31 fő. A faluban ekkor 147 lakás található. A lakosság megoszlása: Nem szerint: 448 férfi, 484 nő. Anyanyelv szerint: 898 magyar, 3 német, 29 tót, 2 rutén. A faluban lakók közül 907-en beszélik a magyar nyelvet. Vallás szerint: 135 református, 598 római katolikus, 88 izraelita, 7 ágostai evangélikus, 104 görögkatolikus. Foglalkozás szerint (az adatok a keresők és eltartottak számát mutatják): 594 fő mezőgazdaság, 106 fő iparos, 11 fő kereskedelem, 53 fő közlekedés, 18 fő közszolgálat és szabad foglalkozású, 105 fő napszámos, 34 fő házicseléd, 1 fő véderő, 10 fő egyéb/ismeretlen.      |
| 1910                        | 886                 | A falu lakói között 2 külföldi állampolgár, a külföldön távollévők száma 104 fő. A faluban ekkor 145 lakás található. A lakosság megoszlása: Nem szerint: 415 férfi, 471 nő. Anyanyelv szerint: 869 magyar, 3 német, 13 tót, 1 egyéb. A faluban lakók közül 878-an beszélik a magyar nyelvet. Vallás szerint: 141 református, 599 római katolikus, 55 izraelita, 8 ágostai evangélikus, 83 görögkatolikus. Foglalkozás szerint (az adatok a keresők és eltartottak számát mutatják): 554 fő mezőgazdaság, 83 fő iparos, 6 fő kereskedelem, 52 fő közlekedés, 22 fő közszolgálat és szabad foglalkozású, 31 fő házicseléd, 107 fő napszámos, 3 fő véderő, 28 fő egyéb/ismeretlen.          |
| 1920                        | 943                 | A külföldön távollévők száma 39 fő. A faluban ekkor 149 lakás található. A lakosság megoszlása: Nem szerint: 468 férfi, 475 nő. Anyanyelv szerint: 919 magyar, 5 német, 17 tót, 1 oláh, 1 horvát. A faluban lakók közül 939-en beszélik a magyar nyelvet. Vallás szerint: 152 református, 618 római katolikus, 66 izraelita, 17 ágostai evangélikus, 89 görögkatolikus, 1 görögkeleti. Foglalkozás szerint (az adatok a keresők és eltartottak számát mutatják): 685 fő mezőgazdaság, 51 fő ipar, 15 fő kereskedelem, 72 fő közlekedés, 28 fő közszolgálat és szabad foglalkozású, 1 napszámos, 37 fő házicseléd, 25 fő véderő, 10 fő nyugdíjas, fizetésképtelen, 19 fő egyéb/ismeretlen. |
| 1930                        | 1014                | A falu lakói között 16 fő külföldi állampolgár. A faluban ekkor 190 lakás található. A lakosság megoszlása: Nem szerint: 515 férfi, 499 nő. Anyanyelv szerint: 1006 magyar, 1 német, 5 tót,1 horvát, 1 egyéb. A faluban lakók közül 1013-an beszélik a magyar nyelvet. Vallás szerint: 175 református, 684 római katolikus, 32 izraelita, 14 ágostai evangélikus, 109 görögkatolikus. Foglalkozás szerint (az adatok a keresők és eltartottak számát mutatják): 690 fő őstermelés, 61 fő ipar, 26 fő kereskedelem, 57 fő közlekedés, 53 fő véderő, 27 fő közszolgálat és szabad foglalkozású, 27 fő házicseléd, 41 fő nyugdíjas, fizetésképtelen, 32 fő egyéb/ismeretlen.                 |
| 1941                        | 904                 | Jelenlévő népesség: 904 |
| 1949                        | 975                 | Jelenlévő népesség: 975 |
| 1960                        | 994                 | Jelenlévő népesség: 994 |
| 1970                        | 898                 | Jelenlévő népesség: 898 állandó népesség: 918 lakó népesség: 857 |
| 1980                        | 772                 | állandó népesség: 829 lakó népesség: 772 Gazdasági aktivitás szerint a népesség: kereső: 292, inaktív kereső: 187, eltartott: 293 |
| 1990                        | 655                 | állandó népesség: 695 lakó népesség: 655 Gazdasági aktivitás szerint a népesség: kereső: 246, inaktív kereső: 195, eltartott: 198, munkanélküli: 16 |
| 2001                        | 604                 | állandó népesség: 624 lakó népesség: 604 A lakosság megoszlása: Vallás szerint: 96 református, 382 római katolikus, 97 görögkatolikus, nem tartozik egyházhoz, felekezethez sem: 29). Nemzetiség szerint: 598 magyar, melyből 13 cigánynak vallotta magát. Gazdasági aktivitás szerint: kereső: 126, inaktív kereső: 278, eltartott: 157, munkanélküli: 43. |
| 2011                        | 472                 | állandó népesség: 466 lakó népesség: 472 A faluban 251 lakás található, melyből 64 lakatlan. A lakosság megoszlása: Vallás szerint: református: 103, római katolikus: 252, görögkatolikus: 43, nincs válasz: 61, vallási közösséghez, felekezethez nem tartozik: 11 Nemzetiség szerint: 436 magyar, 89 nemzetiség (melyből 40-en cigánynak, 49-en szlováknak vallották magukat). Gazdasági aktivitás szerint: kereső: 141, inaktív kereső: 163, eltartott: 116, munkanélküli: 52. |

A település népességének változása:
| Lakosok száma | 435  | 426  | 393  | 535  | 523  | 553  | 511  |
|               | 2013 | 2014 | 2015 | 2021 | 2022 | 2023 | 2024 |

2001-ben a település lakosságának 98%-a magyar, 2%-a cigány nemzetiségűnek vallotta magát.
A 2011-es népszámlálás során a lakosok 92,4%-a magyarnak, 8,5% cigánynak, 10,4% szlováknak mondta magát (3,4% nem nyilatkozott; a kettős identitások miatt a végösszeg nagyobb lehet 100%-nál). A vallási megoszlás a következő volt: római katolikus 53,4%, református 21,8%, görögkatolikus 9,1%, felekezeten kívüli 2,3% (12,9% nem válaszolt).
2022-ben a lakosság 78,8%-a vallotta magát magyarnak, 34,8% szlováknak, 3,8% cigánynak, 0,2% szlovénnek, 0,2% németnek, 0,2% lengyelnek, 1,5% egyéb, nem hazai nemzetiségűnek (3,1% nem nyilatkozott; a kettős identitások miatt a végösszeg nagyobb lehet 100%-nál). Vallásuk szerint 43,4% volt római katolikus, 14,5% református, 9,9% görög katolikus, 6,1% felekezeten kívüli (26% nem válaszolt).

## Nevezetességei

### Templomok
- Református templom

A 12. században épült román stílusú templomot a XV. században gótikusstílusban átépítették. A diadalíven, mely a szentélyt a hajótól elválasztja, az 1477-es évszám olvasható. A nyugati homlokzat előtti magasodó, quadrát beosztású 24 méteres gúlasisakos toronyra pedig az 1497-es évszámot vésték. A torony feltehetőleg egyidős a templommal, és a középkortól a település nevében is szerepel (A tornyos előnév arra utal, hogy a németekkel betelepített falvak közül egyedül itt volt, toronnyal is rendelkező templom).
A hajó déli csúcsíves bejárata körteprofilos, nyugati kapuját befalazták. A szentély kelet felé tájolt, támpillérekkel megerősített és a nyolcszög három oldalával zárul. A szentélyben három, a hajó déli oldalán két mérműves ablak található.
Festett fakazettás mennyezete 1755-ben készült, mely az 1892-ben végzett felújítás során került elbontásra (Pozsonyba szállították), mai deszkamennyezete egyszínű.
Az 1892-es felújítást a helyiek, az Amerikában élő falubeliek, a testvéregyházak, valamint "koronás királyunk" adományai tették lehetővé. MárványÚrasztala is ekkor készült. A megújult templom ünnepélyes átadására 1892. október 30-án került sor. A tornyosnémeti egyház kiemelkedő egyházművészeti darabja egy úrasztali terítő, melyet Wesselényi Istvánné Bánffy Kata hímzett és adományozott az egyháznak 1724-ben. Jelenleg Göncön, a Biblia Múzeumban őrzik.
- Szűz Mária szent neve katolikus templom

Feltehetően neogótikus templom. Hajóját és toronysisakját lemezzel borították. A torony oldalélei lemetszettek, ablakai
csúcsívesek. A hajó oldalát támpillérek erősítik. A templomot kőpilléres kovácsoltvas kerítés övezi. 1890-ben épült. Építését Ferenc József ugyancsak adománnyal támogatta. 1929-2008 között önálló plébánia, 2008-tól Hidasnémeti, majd Vizsoly filiája.
Harangjai közül kettőt Szlezák László Budapesten (1930-ban, 66,3 és 39,5 cm átmérőjű) és Gombos Lajos Őrbottyánban (1975-ben 100 cm átmérőjű) öntötte. Orgonáját 1905-ben Kirschtener József építette (1/6 m/r). Egy manuálos orgonaszekrényét 1780 körül ismeretlen mester építette, melyből később a gyóntatószéket alakították ki.

### Csáky-Pallavicini-kastély
1965-ben még jó állapotban volt, parkettás szobákról tájékoztatnak a korabeli dokumentumok. A községi tanács 1966-ban felújíttatta a tetőt 110 ezer forintért. Később az épület a helyi téesz tulajdonába került, és raktárnak használták, majd az időközben életveszélyessé vált kastélyt 1983-ban felrobbantották. A körülötte levő "grófkert" egykor a kertépítészet remekműve volt. A gróf fiainak ültetett bükkfák és egy óriási platán vált utolsó emlékezővé. A kastély romjaiból máig találni mintás csempedarabokat.

### Szent László kápolna és remeteség
A kápolna létéről csak okleveles említések folytán van ismeretünk. Helye a mai napig ismeretlen, csak annyi bizonyos, hogy Középnémeti közelében a Hernád egyik szigetén állt.
1319-ben Márton egri püspök Fülöp szepesi ispán kérésére és közbenjárására engedélyt ad a Kuzepnemthy mellett élő remetéknek a Szent László tiszteletére emelet kápolnában való temetkezésére és a kápolna ünnepén 40 napi bűnbocsánat tartására. Bűnbocsánatot azok nyerhetnek, akik a kápolnának, az ott élő remetéknek adományt adnak.
Az 1320-ban kelt oklevél ad több információt a kápolna alapításáról. Ebből kiderül, hogy Egyed Ágoston-rendi szerzetes saját, szülei és rokonai lelki üdvéért építtette a kápolnát. A kápolnában őrizték Szent László egyik ujjának középső percét, amelyet Imre váradi püspök Felhévíz (Calida Aqua) faluban veszített el és Egyed talált meg. Az ereklye értéke miatt az érsek a Szentszéktől nyert felhatalmazás alapján minden évben Szent László király ünnepén (június 27-én), az oda zarándokló és bűnbánatot gyakorló híveknek 1 évi és 40 napi bűnbocsánatot engedélyezett, valamint Egyedet priori jogokkal ruházta fel. (A rend zsinatán évente egyszer volt köteles megjelenni, de világi bíróság elé nem idézhették, csak az érsek ítélhetett felette, mégis bírta Drugeth Fülöp védelmét.) 
A remeteség feltehetően rövid életű volt, mert az ereklye már 1338 előtt átkerülhetett a regéci kolostorba. Az ereklyét jelenleg a Tállyai plébánián őrzik, egy a XVIII. században aranyozott ezüstből készült monstrancia alakú ereklyetartóban.

### Tornyosnémeti bronzlelet

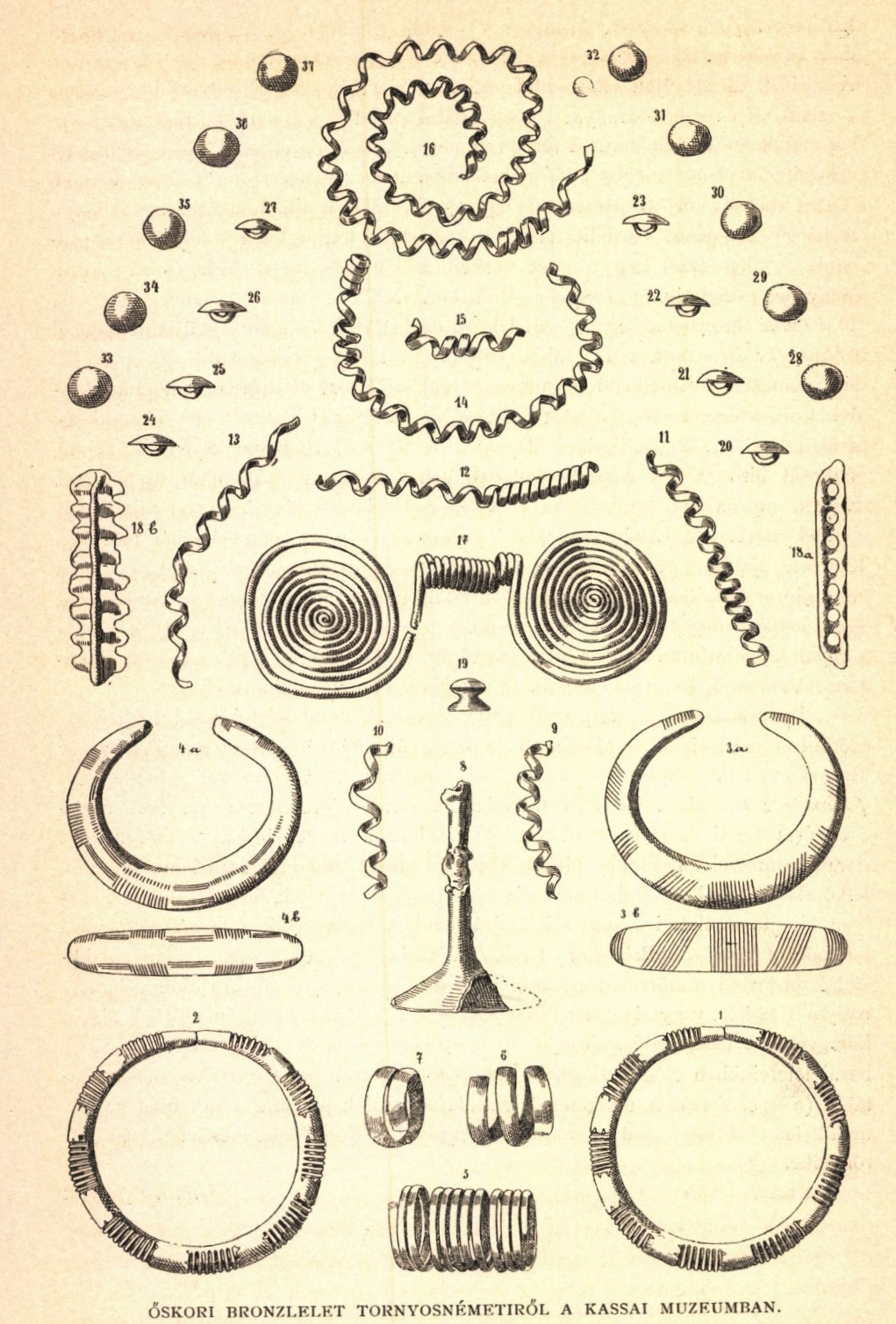
Tornyosnémeti kincs: bronzkarikák (1-4), hengertekercsek (5-7), tölcsér (8), hengertekercsek (9-16), korongtekercs (17), dísz (18 a,b), gombdísz (19), pitykék (20-37)

1893 novemberében burgonyaverem ásása közben, a falu mellett körülbelül másfél méter mélyen bronz tárgyakra bukkantak.
A bronztárgyak egy korong nélkül készített, szürkére égetett 11 cm magas és 11 cm átmérőjű kétfülű agyagedényben voltak elhelyezve. A díszítés nélküli edény épen maradt fenn. Az tárgyak a következők:
- 4 darab vonalakkal díszített bronzkarika (a nyitott végű karikák súlya 110—135, a zártaké 70—80 gramm), mindet zöld patina borította, egyről a megtalálók kaparták le azt. (1-4. ábra)
- 1 darab lapos bronzdrótból végein kihegyesedve befejeződő sodronyos hengertekercs és két szélesebb hengertekercs töredéke (5, 6, 7. ábra).
- 1 darab tölcsérszerűen bemélyedő elliptikus alappal bíró, s vékony, nyílással bíró csőben végződő tárgy, melynek funkciója ismeretlen. Anyaga nem bronz, hanem fehéres fénylő rézöntvény (tükörfém). A tölcsérszerű alap fele már korábban letörött, a cső rész pedig később pattant kétfelé. A tárgyon még láthatók az öntőminta összeillesztési helyén az öntéskor keletkezett bordák, ezért valószínűsíthető, hogy befejezetlen állapotban került a többi tárgy közé. Mihalik József valószínűsített, hogy a tárgy befejező részét a megtalálók tehették el.(8. ábra)
- 7 darab vékonyabb sodronyos hengertekercs (9—16. ábra). A tekercsek csavarulatait a megtalálók széjjel húzták.
- 1 darab sodronyos korongtekercs három darabra törve. A spirálkorong tárcsái kilencszer a középpont körül megforduló, csigaalakban tekert, henger keresztmetszetű drótból állanak. A két tárcsa közötti átmenetet egy 13 fordulatból álló hengertekercs alkotja. (17. ábra)
- Egy jobbról-balról 8—8 foggal rendelkező díszítmény, melynek lemezből kiemelkedő gerincén 7 lyuk van, amit talán bőrövnek összefűzésére használtak (18. a, b ábra).
- Egy makk alakú, bronzból tömörre öntött, kisebb gombszerű dísz, amely talán egy nagyobb eszköz, vagy díszítmény befejező része lehetett. (19. ábra)
- 18 darab gömbszelvény-idomú pityke (20—37. ábra), vékony bronzlemezből, alul félkör alakú füllel ellátott díszítésre használt tárgyak, melyeknek felülete kissé kifelé hajlik.[77]

A leletek a Felső-Magyarországi Muzeum gyűjteményébe kerültek elhelyezésre.